# Албрехт Георг фон Щолберг
Албрехт Георг цу Щолберг (на немски: Albrecht Georg zu Stolberg; * 2 март 1516, дворец Щолберг, Харц; † 4 юли 1587, Вернигероде) от фамилията Щолберг, е граф на Графство Щолберг в Шварца в Южна Тюрингия. Той резидира също и във Вернигероде.

## Биография
Той е син, седмото дете, на граф Бото цу Щолберг (1467 – 1538) и съпругата му графиня Анна фон Епщайн-Кьонигщайн (1481 – 1538), дъщеря на граф Филип I фон Епщайн-Кьонигщайн и графиня Луиза де Ла Марк.
От ноември 1525 г. Албрехт Георг следва в университета в Лайпциг заедно с брат му Хайнрих цу Щолберг. Албрехт Георг и племенникът му граф Волфганг Ернст цу Щолберг (1546 – 1606) подписват лутеранската „Формула на съгласието“ (Formula Concordiae, Konkordienformel) на курфюрст Август Саксонски от 1577 г. и „Книгата на Съгласието“ (Concordia, Konkordienbuch) от 1580 г.
Албрехт Георг и Волфганг Ернст цу Щолберг (син на брат му Волфганг цу Щолберг) са пленени през януари 1585 г. в Кведлинбург и отвлечени в замък Хонщайн, където са затворени за много седмици.
Той не се жени и няма наследници.